# Шейкі Джейк Гарріс
Ше́йкі Джейк Га́рріс (англ. Shakey Jake Harris), справжнє ім'я Джеймс Д. Га́рріс (англ. James D. Harris; 12 квітня 1921, Ерл, Арканзас — 2 березня 1990, Форрест-Сіті, Арканзас) — американський блюзовий співак, майстер губної гармоніки і автор пісень. Його племінником був Меджик Сем.

## Біографія
Джеймс Д. Гарріс народився 12 квітня 1921 року в Ерл, штат Арканзас. Його родина переїхала до Чикаго, штат Іллінойс, коли йому було шість років. В 11 років продавав газети на вулиці і чистив взуття, також йому вдалося закінчити рік навчання в середній школі Венделл-Філліпс перед тим, як піти працювати на увесь день на автозаправну станцію і сталеливарний завод. У юності почав слухати блюз і купувати платівки різних музикантів, серед яких був Сонні Бой Вільямсон, чий вокал і гра на гармоніці сильно вплинули на Джейка. Самостійно навчився грати на гармоніці. Наприкінці 1940-х років виступав у декількох чиказьких ансамблях. З 1955 року почав виступати як професійний музикант.
У 1958 році Гарріс зробив свій перший запис на студії Artistic Records, дочірньому лейблі Елі Тоскано Cobra Records. Його сингл «Call Me If You Need» Me/«Roll Your Moneymaker» за участі Меджика Сема (племінника Гарріса) і Сіла Джонсона випустив продюсер Віллі Діксон. У 1960 році записав альбом Good Times на Bluesville, дочірньому лейблі Prestige Records з джазовими музикантами гітаристом Біллом Дженнінгсом і органістом Джеком Мак-Даффом. У 1961 році випустив ще один альбом на Bluesville, Mouth Harp Blues, в якому взяв участь чиказький гітарист Джиммі Лі Робінсон і нью-йоркська ритм-секція (обидва альбоми на Bluesville були записані в Нью-Джерсі). У 1962 році гастролював у складі Американського фолк-блюзового фестивалю.
У 1960-х роках Гарріс і Сем часто концертували разом у Чикаго. У 1966 році випустив сингл «Respect Me Baby»/«A Hard Road» на лейблі The Blues. Наприкінці 1960-х переїхав в Лос-Анжелес. У 1968 році записав альбом Further on Up the Road (1969) для World Pacific, в якому взяли участь Джон Мейолл, Санніленд Слім, Лютер Еллісон та ін. Того ж року зіграв на гармоніці на «Little Girl Blues» для альбому Санніленда Сліма Slim's Got His Thing Goin' on (1969), який також вийшов на World Pacific. У 1972 році випустви альбом The Devil's Harmonica на Polydor. Володів нічним клубом і лейблом звукозапису Good Time. Виступав з губним гармоністом Вільямом Кларком. Після того як захворів, повернувся в Арканзас.
Помер 2 березня 1990 року у віці 68 років у баптистській меморіальній лікарні в Форрест-Сіті, штат Арканзас.

## Дискографія

### Альбоми
- Good Times (1960, Bluesville)
- Mouth Harp Blues (1961, Bluesville)
- Further on Up the Road (1969, World Pacific)
- The Devil's Harmonica (1972, Polydor)
- Make It Good To You (1978, Good Time)
- The Key Won't Fit (1984, Murray Brothers)

### Сингли
- «Things Are Different»/«Angry Lover» (1957, MBS) — невиданий
- «Call Me If You Need Me»/«Roll Your Moneymaker» (1958, Artistic)
- «My Foolish Heart»/«Jake's Blues» (інстр.) (1960, Bluesville) з Good Times (BVLP 1008)
- «Respect Me Baby»/«A Hard Road» (1966, The Blues)
- «Sister Rose»/«Turn You On» (1976, Grenade)
- «Never Leave You»/«Easy Baby» (1983, Good Time)